# 桌椅脚套
桌椅脚套是指装在桌脚或椅脚上的保护套。

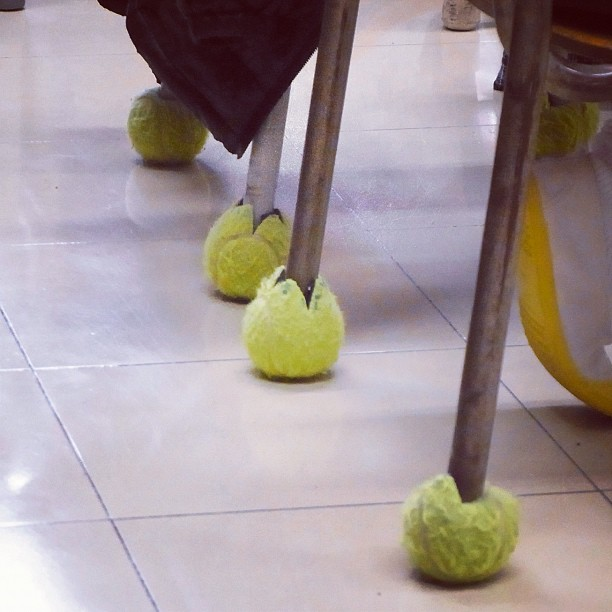
使用网球制作的保护套

脚套主要是防止移动桌椅时将地面摩破，并减轻摩擦声。制作脚套的材料除了常见的布料、塑料布外，网球、乒乓球、泡沫亦被认为是理想的材料。